# Kjell Wiman
Kjell Wiman, född 4 december 1906 i Barlingbo församling, Gotlands län, död 30 oktober 1990 i Visby domkyrkoförsamling, Gotlands län, var en svensk vicekonsul och bryggare.

## Biografi
Wiman var son till bankdirektör Henric Wiman och Alva Hederstedt samt bror till Malte Wiman. Han studerade vid Högre tekniska läroverket i Malmö 1927. Wiman genomförde bryggeristudier vid Versuchs- und Lehranstalt für Brauerei i München, Jörgensens jäsningsfysiologiska laboratorium och Skandinaviska bryggerihögskolan i Köpenhamn samt vintillverkning i Frankrike.
Han var bryggmästare vid Gustaf Piehls bryggeri i Stockholm 1931–1934. Wiman var disponent vid Nya AB Visby bryggeri 1934, verkställande direktör där 1950 och styrelseordförande från 1973. Han var verkställande direktör och styrelseledamot av AB Visby motorcentral, ägare av Stora Hästnäs från 1942, styrelseledamot av Gotlands högerförbund och Visby högerförening.
Wiman var styrelseordförande i Rederi AB Gotland, Svenska Handelsbankens avdelningskontor, styrelseledamot i Gotlands handelskammare, Svenska bryggareföreningen och bryggeriförbunden. Han var finsk vicekonsul från 1955.
Kjell Wiman är begravd på Östra kyrkogården i Visby. Han gifte sig 1940 med sjuksköterskan Marie-Charlotte Gerde (1914–2013), dotter till direktören Axel Gerde och Gulli Gerde.